# Санчо II (король Наварри)
Санчо II  (ісп. Sancho II, між 935 та 938 —994) — король Памплони (Наварри) у 970—994 роках, граф Арагону у 943—994 роках. Прізвисько — Черевик, Абарка (ісп. Abarca).

## Біографія

### Граф Арагонський
Походив з династії Хіменес. Син Гарсії I, короля Памплони, й Андреготи Арагонської. У 943 році після смерті своєї матері він успадкував Арагонське графство. Втім фактичними правителями графства були його батьки.

### Королювання
Після смерті батька у 970 році успадкував трон Памплони. Уклав союз з Раміро III, королем Леону. У 972 році він заснував монастир Сан-Андрес-де-Кіруенья. У 976 році у монастирі Альбельда було завершено Кодекс Вігіланус, що є одним з найважливіших рукописів середньовічної Іспанії, містять канони Рад Толедо, копію Liber Iudiciorum.
Після смерті аль-Хакама II у 976 році халіфом Кордови став його син Хішам II, але фактичним володарем став колишній хіджаб (камергер) аль-Хакама — аль-Мансур. У цей час становище християнських державців різко погіршилось. Аль-Мансур спочатку розбив їх у битвах при Торревіценте і Осме, потім в 976 року — при Сан-Себастьян-де-Гормасі і в 981 році — при Руеді.
В «Анналах королівства Наварра» Хосе де Морети згадується документ від 987 року про пожертвування села Аластуе монастирю Сан-Хуан-де-Ла-Пенья, в якому Санчо II вперше названо королем Наварри. У деяких інших документах він називається також королем Арагону.
Розуміючи, що йому поки не під силу воювати з маврами, Санчо II у 982 році очолив посольство до Кордови з багатими дарунками для аль-Мансура. Король Памплони уклав з маврами мирний договір і віддав за дружину аль-Мансуру свою доньку.
Втім, у 989, 991 і 992 роках війська аль-Мансура знову вдиралися до володінь Санчо II. Останній у 993 році відправив до Кордови свого сина Гонсало, що очолив посольство до аль-Мансура. Але вже у 994 році маври знову вдерлися до королівства.
Помер Санчо II у 994 році, його владу успадкував син Гарсія. Поховано у монастирі Сан-Естебан-де-Мохардін.

### Прізвисько
Прізвисько «Abarca» стосовно Санчо з'явилося в копіях документів XII—XIII століть, виявлених в архівах монастирів Сан-Хуан-де-Ла-Пенья, Лейре і собору Памплони.

## Родина
Дружина — Уррака
Діти:
- Гарсія (бл. 964—1000) — король у 994—1000 роках
- Раміро (д/н—992)
- Гонсало (д/н—997)
- Уррака (д/н—після 993) — дружина аль-Мансура